# Blepephaeus lignosus
Blepephaeus lignosus là một loài bọ cánh cứng trong họ Cerambycidae.